# Chanodichthys erythropterus
Chanodichthys erythropterus är en fiskart som först beskrevs av Basilewsky, 1855.  Chanodichthys erythropterus ingår i släktet Chanodichthys och familjen karpfiskar. IUCN kategoriserar arten globalt som livskraftig. Inga underarter finns listade i Catalogue of Life.